# 布蘭奇堡
布蘭奇堡（英語：Branchburg）是位於美國新澤西州薩默塞特縣的一個鎮區。

## 地方資料
布蘭奇堡的面積為52.58平方千米，當中陸地面積為51.98平方千米，而水域面積為0.60平方千米。根據2020年美國人口普查的數據，當地共有人口14940人，而人口密度為每平方千米284.14人。